# SOS Hermann Gmeiner Technical School
Die Hermann Gmeiner Vocational School ist eine private berufsvorbereitende Schule vom SOS-Kinderdorf in der chinesischen Stadt Qiqihar.
Seit ihrer Gründung 1996 wird ein besonderes Augenmerk einerseits auf Naturwissenschaften und praxisbezogene Lerninhalte, zum anderen auf den Sprachunterricht, vor allem Englisch, gelegt. Es handelt sich um eine Privatschule nach westlichem Vorbild, die für die Schüler kostenlos ist. Die Schule wurde nach dem Gründer des SOS-Kinderdorfes Hermann Gmeiner benannt. In der Schule konnte ein österreichischer Auslandsdienst abgeleistet werden.